# Ижорская письменность
Ижорская письменность — до 1930-х годов ижорский язык был бесписьменным. В 1932 году была создана письменность на основе латиницы, с близким финскому языку правописанием — двойными буквами на письме, обозначавшими долготу гласных звуков. Началось издание учебников, рассчитанных, впрочем, на детей, уже владеющих ижорским; в ижорских национальных сельсоветах часть документооборота велась на ижорском языке. В 1936 году ижорский алфавит был реформирован.

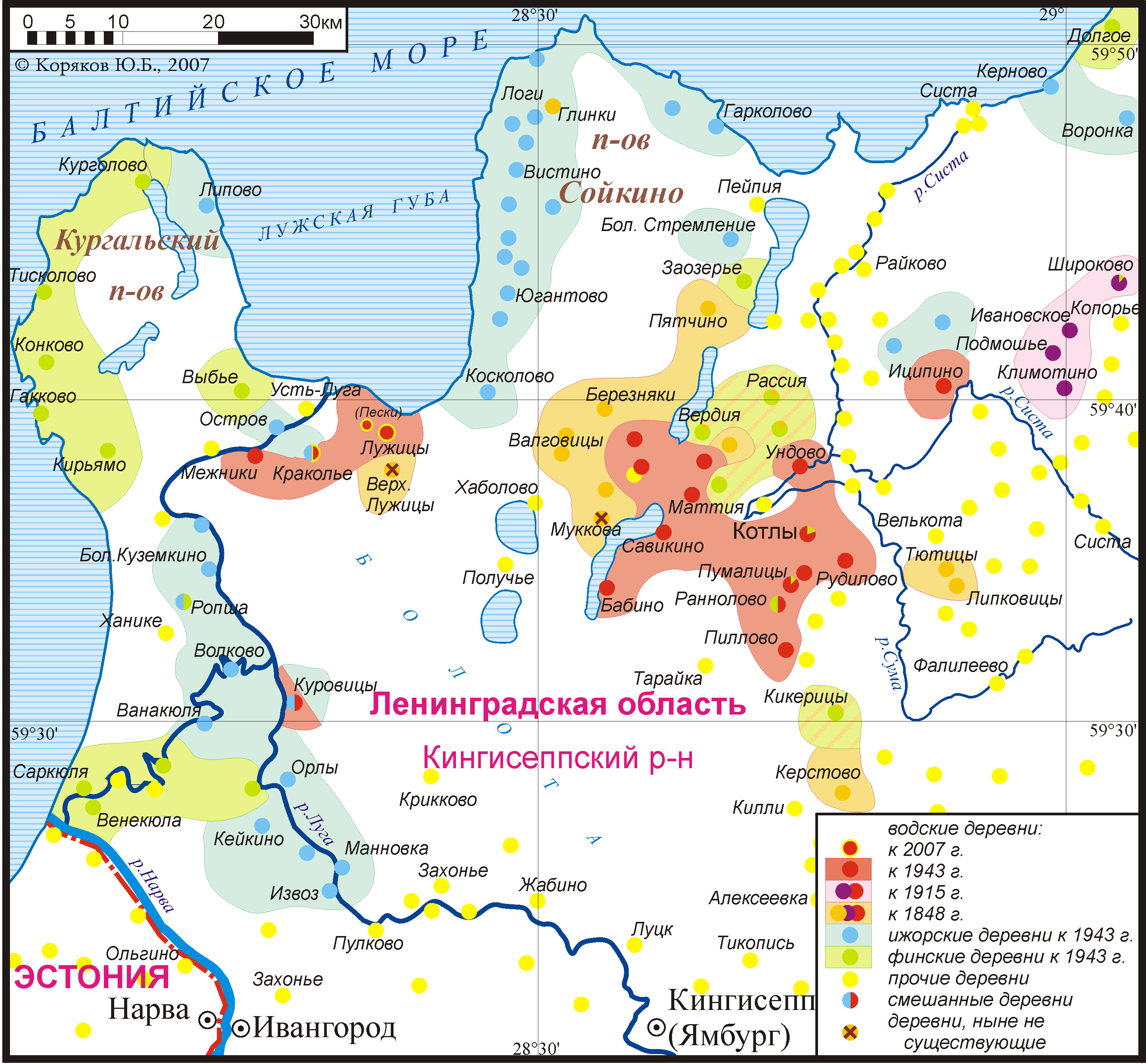
Карта ижорских и соседних водских и финских деревень, 1848—2007 годы

Ижорский алфавит (версия 1932 года) был разработан бригадой В. И. Юнуса в 1932 году. Через некоторое время он был признан неудачной попыткой, так как применение в школах показало, что сойкинский диалект, выбранный в качестве базового при разработке алфавита, был непонятен детям — носителям нижнелужского диалекта:
| A a | Ä ä | E e | F f | H h | I i | J j | K k |
| L l | M m | N n | O o | Ö ö | P p | R r | S s |
| T t | U u | V v | Y y | B b | G g | D d | Z z |

Ижорский алфавит (версия 1936 года) был разработан В. И. Юнусом с соавторами с учётом недостатков, выявленных при работе с алфавитом 1932 года. Именно с использованием этой версии письменности В. И. Юнус с коллегами выпустили 25 книг (учебные пособия, хрестоматии):
| A a | Ä ä | B в | V v | G g | D d | E e | Ƶ ƶ |
| Z z | I i | J j | K k | L l | M m | N n | O o |
| Ö ö | P p | R r | S s | T t | U u | Y y | F f |
| H h | C c | Ç ç | Ș ș | ь   |     |     |     |

В 1937 — начале 1938 года обучение, делопроизводство и издание текстов на ижорском языке прекратилось в связи со сменой политического курса в стране, одним из направлений которого стала русификация малых народов СССР.
С 1937 года язык вновь рассматривается лингвистами как бесписьменный. Ф. И. Рожанский и Е. Б. Маркус считают ижорский «экс-младописьменным языком».
В ряде случаев ижорские тексты записываются графикой финского литературного языка.
Ижорский алфавит (версия 2014 года), использованный в «Пособии по ижорскому языку» (2014 год) О. И. Коньковой и Н. А. Дьячкова; основан на грамматике и лексике сойкинского диалекта:
| A a | B b | C c | D d | E e | F f | G g | H h |
| I i | J j | K k | L l | M m | N n | O o | P p |
| R r | S s | Š š | T t | U u | V v | Y y | Z z |
| Ž ž | Ä ä | Ö ö |     |     |     |     |     |